# Haddal
Haddal är en tidigare tätort i Ulsteins kommun i Møre og Romsdal fylke i västra Norge. Orten ligger vid fylkesväg 653, på den västra sidan av ön Hareidlandet, söder om staden Ulsteinvik.
Sedan 2013 räknas orten inte längre som en tätort.